# Російська присутність в Криму на етапі незалежності України
Російська присутність в Криму на етапі незалежності України -проблема виникла, коли розпалася колоніальна держава Радянський Союз. На першому етапі домінував процес встановлення відносин між метрополією (Росією) і колоніями, формування національної ідентичності, питання національної безпеки. Відносини України та Росії заслуговують великої уваги не тільки урядів і політиків, політично активних громадян цих держав, але і політиків Європи і за її межами. Не дивно, адже ці відносини не тільки хвилюють народи двох держав, але і деякою мірою розставляють геополітичні акценти. Широкомасштабний договір, підписаний президентами України та Росії, візити В.Путіна до України, візити Л.Кучми до Росії та програма довгострокової економічної співпраці зняли політичну напругу і визначили шляхи укріплення співпраці, але як показує реальний політичний процес, залишається немало питань, та і загальна атмосфера відносин обох держав мало змінилась.
Роки існування незалежної України показують, що її зв'язки з Росією зберігають своє виняткове значення. В стратегічному плані Україна обрала шлях переходу від відносин залежності та підпорядкування до взаємодії рівноправних суб'єктів — незалежних держав. Величезні матеріальні ресурси Росії так само необхідні для становлення суверенної економіки України, як і передові технології розвинутих країн. Не слід забувати, що і найрозвиненіші країни світу користуються російським газом, лісом, нафтою та іншими природними багатствами. Обстоювання рівноправності у відносинах з Росією є важливим політичним завданням України на найближчий період. Реалізація такого курсу вимагатиме подолання значних труднощів, пов'язаних зі складними процесами національної самоідентифікації, усвідомленням свого місця у світі, вдосконаленням основ зовнішньої і внутрішньої політики, подальшим реформуванням економічної системи й усього суспільного буття.
Україна і Росія мають істотні спільні інтереси, серед яких — збереження миру і стабільності у взаєминах. Сферою можливої кооперації є, наприклад, конверсія військово-промислового комплексу, екологія, розвиток окремих науково-технічних напрямів.